# Lauterhofen
Lauterhofen là một đô thị thuộc huyện Neumarkt bang Bayern nước Đức